# Hesperempis sibirica
Hesperempis sibirica är en tvåvingeart som beskrevs av Igor Shamshev 2007. Hesperempis sibirica ingår i släktet Hesperempis och familjen dansflugor. Inga underarter finns listade i Catalogue of Life.